# Szövőmirigy

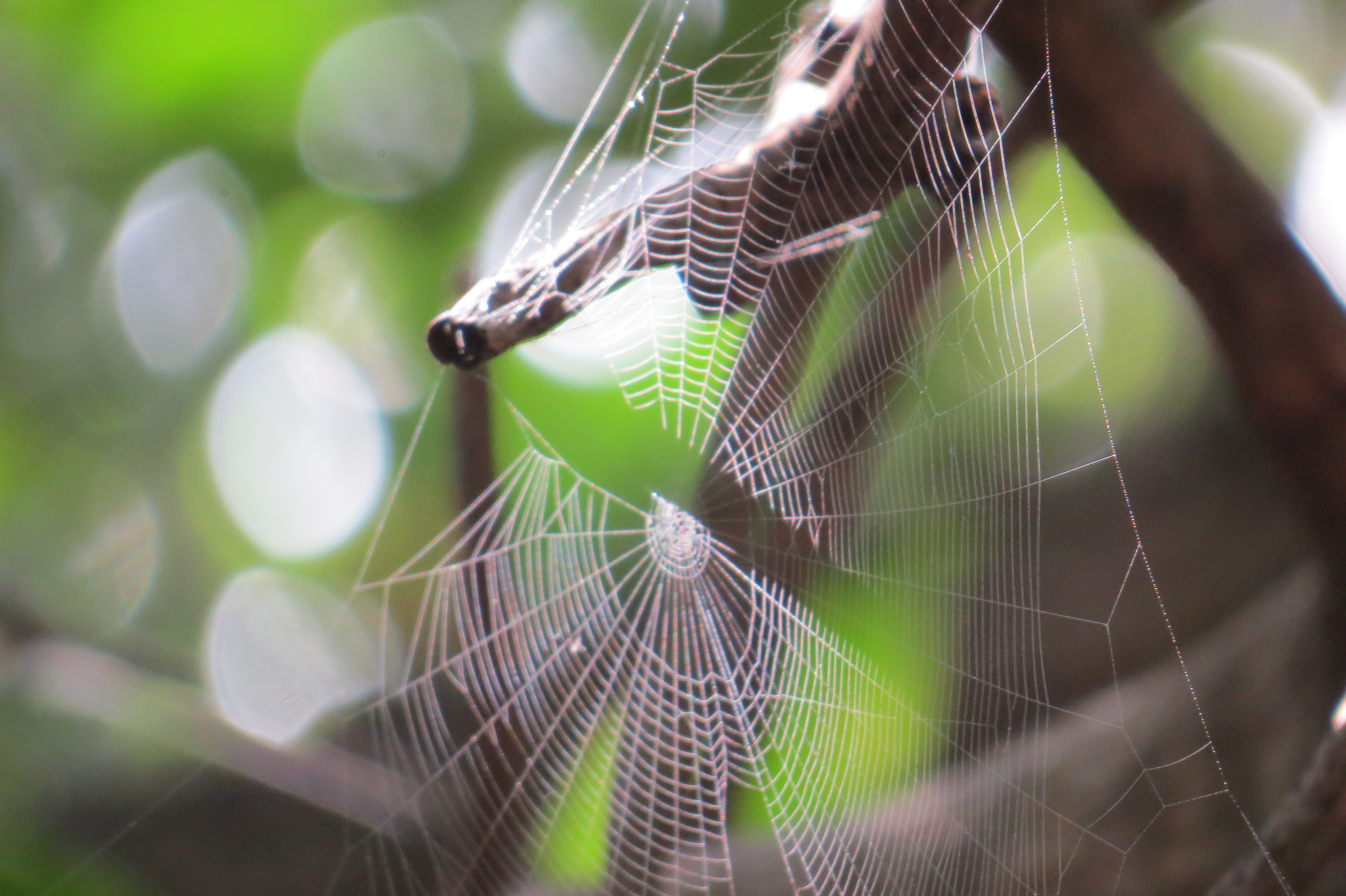
Kerekhálós pók hálója

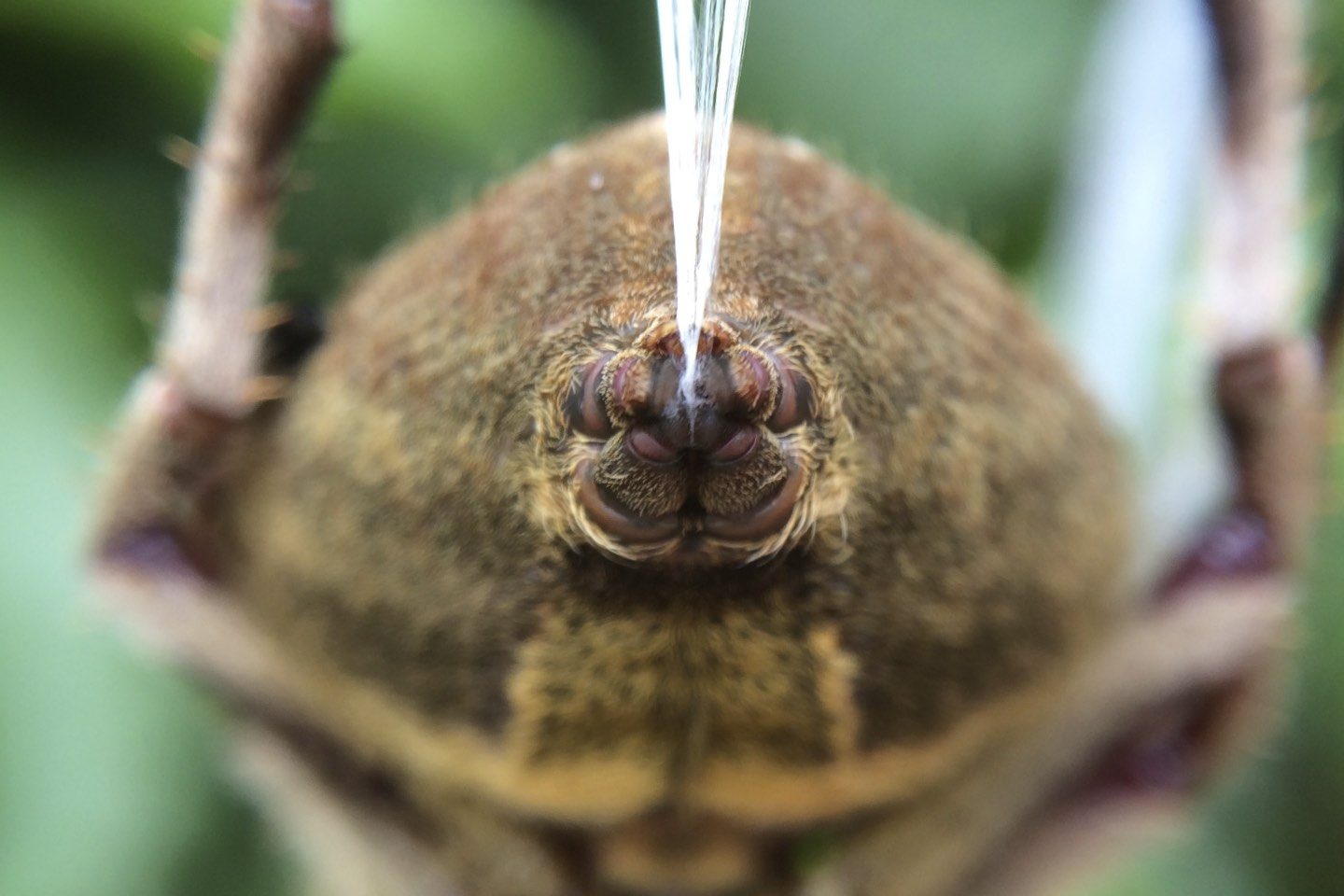
Ausztráliai Eriophora transmarina pók fonalat bocsát ki szövőmirigyéből

A szövőmirigy pókok utótestében kialakult speciális szerv, amelyben az egyetlen más állatcsoportra sem jellemző pókselymet választják ki. A csupaszpókok előtestében olyan méregmirigy is van, amelynek váladéka fehérjéket is tartalmaz és olyan, ragasztóval bevont szálakká szilárdul, amit a zsákmányra permeteznek. A fő szövőmirigyek azonban ezekben a pókokban is az utótest végén lévő szövőszemölcsökbe vezetnek. A filogenetikailag ősi csoportokban — ilyenek a félpókfélék (Liphistiidae) és a madárpókok (Mygalomorphae), hazánkban csak a torzpókok — a szövőmirigyek kevéssé elkülönültek és specializáltak. A nagyobb mirigyek valószínűleg hosszabb, erősebb szálakat termelnek, a kisebbek arra alkalmasak, hogy rövid szálakkal, csíkokkal felületeket fedjenek le vagy ragasztóként használhatók. A fejlettebb pókok mirigyei Jjelentősen specializálódtak.

## Felépítése, működése
A szövőmirigy a gerinctelenek egyik legösszetettebb mirigye. A spidroin nevű fehérjéket szintetizáló része többnyire cső alakú és a sok selymet termelő mirigyekben rendkívül hosszú. A mirigyet szilárd rostként elhagyó anyag eredetileg a spidroin fehérjék erősen koncentrált (40%-os) vizes oldata. A nagy koncentráció miatt a fehérjék nem-kovalens kötésekkel kapcsolódnak és egymással párhuzamosan rendeződnek. A mirigy belsejében folyadékkristály képződik, amitől az egymásra csúszó makromolekulák sokkal könnyebben jutnak ki a mirigyből, mintha rendezetlenül helyezkednének el.
A szövőmirigyekben általában több kiválasztó zóna van. Az egyes zónák eltérő anyagokat állítanak elő úgy, hogy a kivezető nyílásától távolabbi részen termeli a rostanyagot, a közeli zónában pedig a védőburkolatot. A kivezető nyíláshoz legközelebb eső kiválasztó sejteket feromonok illatosítják. Azokban a mirigyekben, amelyeknek rövid időn belül kell sok anyagot előállítaniuk — ilyenek például a keresztespókok mirigyei — a kiválasztó zóna legalább egy része tároló tömlővé módosult.
A spidroin oldat folyadékkristályai a mirigy hosszú kivezető csatornájában szilárdulnak szálakká; a molekulákat a súrlódás feszíti szálba. Ezen a szakaszon szívja vissza a pók a vizet az oldatban maradt ionokkal. Egyes mirigytípusokban ezt segíti, hogy a csatorna három párhuzamos ágra ágazik, és közös burok zárja be őket. A közös burokban megemelkedett sókoncentráció miatt a mirigy kiválasztó részéhez közelebbi ágból a víz ozmotikusan átszivárog a félig áteresztő hártyán. A fonalat a csatorna végéhez közel található, állkapocsszerűen működő izmok vágják el. Emellett ez a szerv, az úgynevezett szelep (valve) indítja újra a száltermelést, ha a szál megakad a csatornában. A mirigy kivezetőnyílása (az ún. spigot) rövid és kúpszerű. A selyemszál kibocsátásához a póknak általában meg kell növelnie a nyomást az utótestében, így préseli az anyagot a spigot nyílásába. Ezután az anyagot valamilyen tárgyhoz, vagy akár a saját lábához érintve elkezdheti a szálat kihúzni.
A fehérjét termelő mirigyekből nem csak a szövőszemölcsökbe vezet nyílás. Sok nemzetség hímjeinek a nemi nyílás előtt egyszerű (úgynevezett epigasztrikus) mirigyei is vannak. Ezek az úgynevezett spermaháló kialakításában vesznek részt; ez segít abban, hogy a pók el tudja juttatni ejakulátumát a nemi nyílásból a szaporító szervekbe.

## Fajtái
Minden póknak többféle szövőmirigye van. Az egyes típusok eltérő összetételű, mechanikai tulajdonságú selymet állítanak elő — értelemszerűen más és más funkcióra. A legtöbb — kilencféle — szövőmirigye egyes keresztespókoknak van. Egy szövőmirigynek legfeljebb négy kiválasztó zónája lehet, és mindegyik legalább kétféle készítményt termel. A selyemszál minőségét szándékosan vagy akaratlanul befolyásolhatja a pók étrendje, a hőmérséklet és a szövés sebessége. Ezek együttes eredménye a szálak kimeríthetetlen változékonysága.
Egyes mirigytípusok ragadós szálak készítésére specializálódtak a zsákmány elkapásának érdekében. A legismertebbek a fonalszűrős pókok fodros és ragadós szövedékei és az araneoid pókok ragasztócseppekkel ellátott fonalai.

### Fő szövőmirigy
Az elülső szövőszemölcsökbe általában egy pár nagy mirigy nyílik. Ezek hosszú, erős és rugalmas, jelentős kinetikus energia elnyelésére képes szálakat állítanak elő. Ezeket az úgynevezett nyomjelző szálakat a pókok jártukban-keltükben maguk mögött hagyják, ezért gyakorlatilag soha nem esnek szabadon, mert ezekn a szálak visszafogják őket, és esés után ezeken könnyen vissza is mászhatnak. Ezek a sodronyszálak gyakran tartalmaznak kommunikációs céllal termelt feromonokat. Használják őket még csapdák tartószálának vagy a zsákmány rögzítéséhez. Részei egyes pókok repítő szövedékeinek.

### Mellék szövőmirigy
A középső szövőszemölcsökhöz is általában egy pár nagy mirigy vezet. Ezek hosszú, erős és merev szálakat állítanak elő. Fonalszűrős pókoknál (a keresztespókfélék kivételével) ennek a mirigynek a váladékát lábtüskéikkel bolyhosra fésülik. Az Araneoidea öregcsalád tagjai függőhídnak használják, megvárva, hogy az utótestükből kiengedett fonal szélben lobogó vége valahol megtapadjon. Ezekből a hidakból esetenként hálózatokat hoznak létre. Ezekből a szálakból hozzák létre azokat az úgynevezett ideiglenes spirálokat is, amelyek a ragacsos fogóspirál elkészítésének alapjai.

### Pyriform (körte alakú) mirigy
Sok kis mirigy, amelyek sok vékony, gyorsan száradó ragasztóanyaggal borított szálat termelnek. Kimeneteik az elülső szövőszemölcsökbe torkolnak. Fő feladatuk a fő szövőmirigyek szálainak összekapcsolása vagy aljzathoz horgonyozása (ezek az úgynevezett úgynevezett bukófonalak). Az álkaszáspókféléknél (Pholcidae) ehhez a mirigyhez akár négy további specializált mirigy is kapcsolódhat — ezek például ragasztót és tapadós lapított szálakat állítanak elő.

### Aciniform (bogyó alakú) mirigy
A középső és hátsó szövőszemölcsökbe sok olyan, kis mirigy nyílik, amelyek száraz, vékony szálakat állítanak elő. Ezeket a pók főleg a zsákmány becsomagolására, a petecsomó bélelésére vagy a rejtekhely falainak kialakítására használja. A keresztespókfélék a radiális szálak és a ragacsos spirál laza összekötéséhez használják — ha a spirált ilyen csomópontokon vezetik át, az  növeli rugalmasságát, amire a zsákmány becsapódásakor van szükség. Néhány derespók és darázspók (Uloborus walckenaerius, Argiope bruennichi), főleg ilyen szálakból épített, függőlegeshez közeli, de cikk-cakkos csíkokkal védi  a hálót a ragadozóktól és lerombolástól — ez az úgynevezett stabilimentum (hímzés). A zugpókfélék hálójukat aciniform szálak kusza szövedékével vonják be, hogy a zsákmány belegabalyodjon. Ehhez módosult hátulsó szövőszemölcseik hosszúkásak.

### Tubuliform (hengeres) szövőmirigy
Csak az Entelegynae taxon kifejlett nőstény pókjaiban van; a primitív Entelegynae pókokból — például a bikapókokból — még hiányzik. Több pár nagy hengeres mirigy nyílik a középső és a hátsó szövőszemölcsbe. Hosszú, vastag, víztaszító, gyakran színes szálakat állítanak elő a kokon védelmére.